# Volkswagen Golf Plus
Volkswagen Golf Plus – samochód osobowy typu minivan klasy kompaktowej produkowany przez niemiecką markę Volkswagen w latach 2005–2014.

## Historia modelu

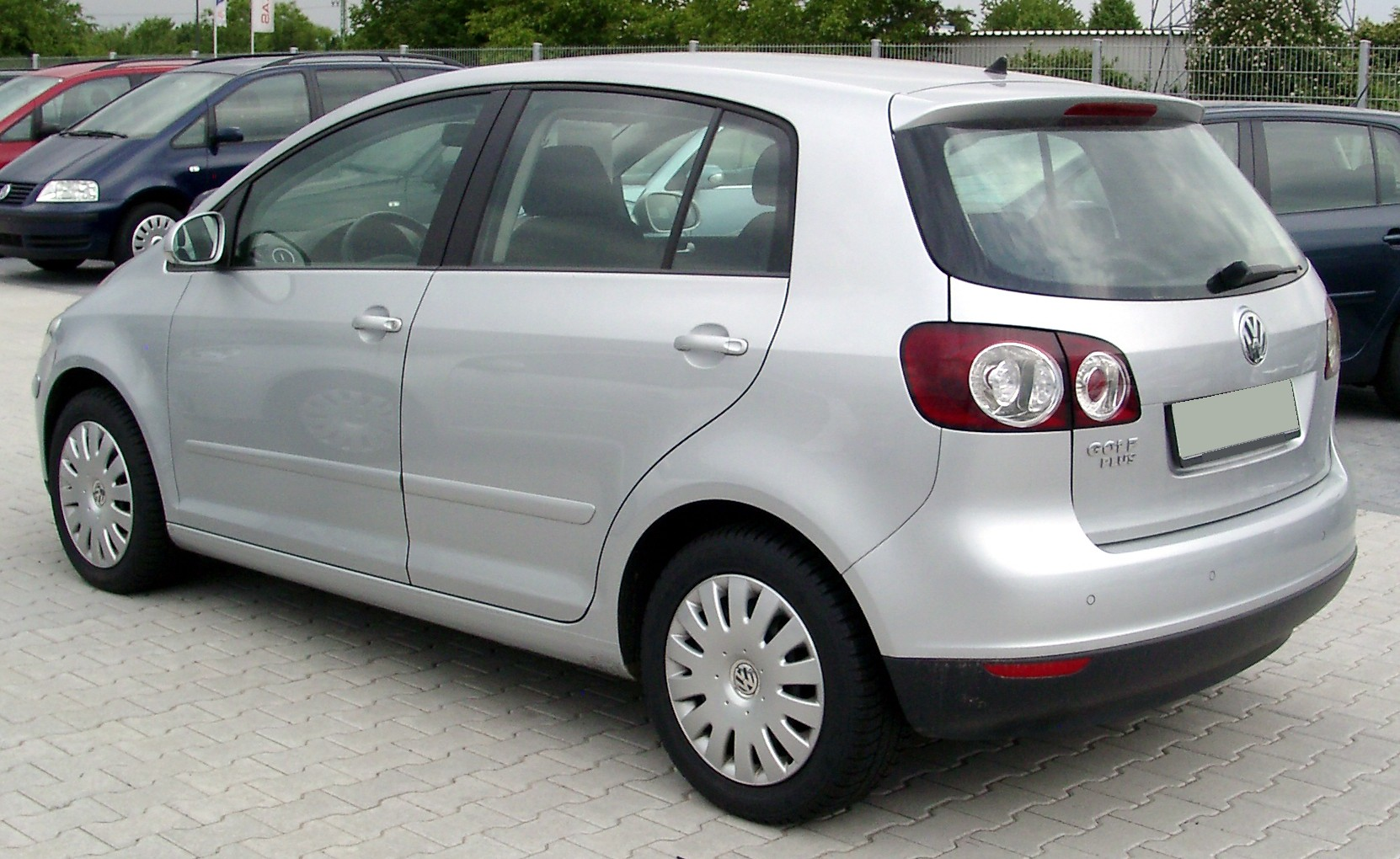
Volkswagen Golf Plus – tył

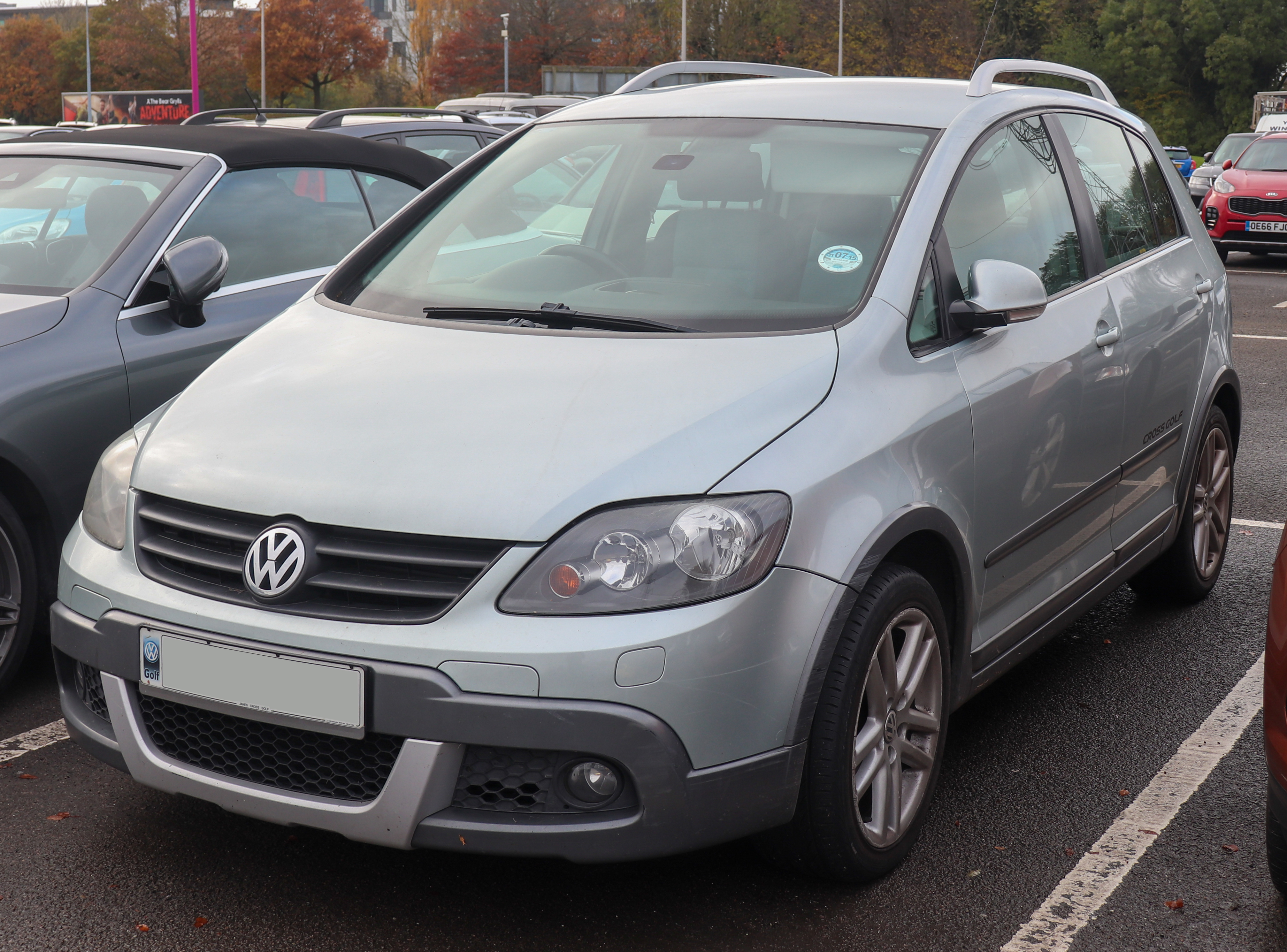
Golf Plus Cross przed liftingiem

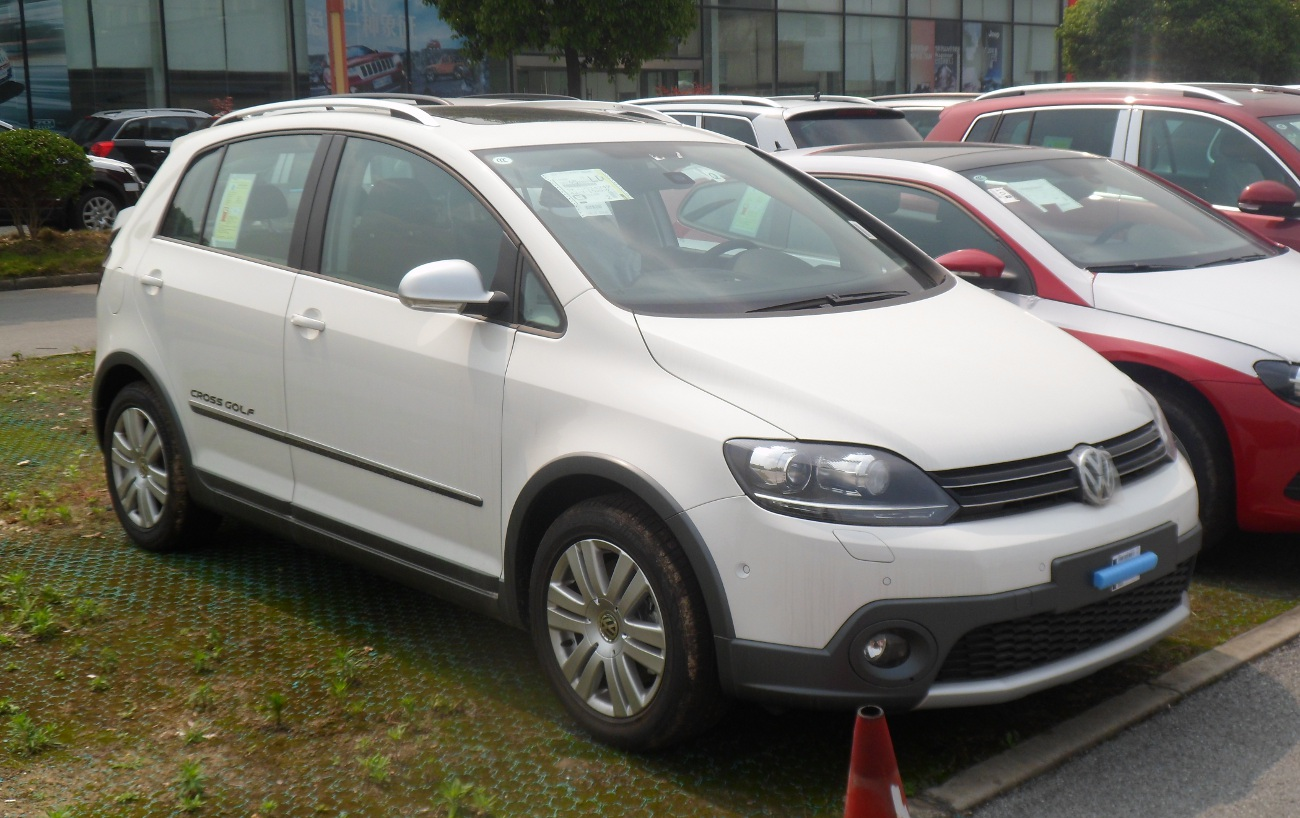
Golf Plus Cross po liftingu

Volkswagen Golf Plus bazuje na podwoziu Golfa V, zwiększeniu uległa szerokość i wysokość, długość pozostała niezmieniona. Model ten otrzymał całkowicie nowe, choć podobne, nadwozie i wnętrze – wspólne z Golfem V ma tylko zagłówki i lusterka boczne. Jako pierwszy samochód w klasie minivanów wyposażony został w światła tylne wykonane przy wykorzystaniu diod LED.
14 grudnia 2008 roku na targach w Bolonii zadebiutował zmodernizowany pod względem stylistycznym Golf Plus. Przeprowadzone zmiany upodobniły stylistykę tego modelu do Golfa VI. Zmieniono m.in. pas przedni pojazdu oraz reflektory i wnętrze. Sprzedaż auta po liftingu rozpoczęła się w kwietniu 2009 roku.
We wrześniu 2013 roku na salonie we Frankfurcie Volkswagen zaprezentował pojazd o nazwie Golf Sportsvan. Samochód ten, który w wersji produkcyjnej zadebiutował w marcu 2014 roku podczas targów motoryzacyjnych w Genewie, jest następcą Golfa Plus. Sportsvan, który jest znacznie większy od Plusa (długość nadwozia wzrosła o ponad 13 cm), trafł do salonów w połowie 2014 roku.

### Wersje wyposażeniowe
- Trendline
- Comfortline
- Sportline
- Highline
- Cross
- Life – wersja limitowana
- United – wersja limitowana
- Goal – wersja limitowana
- Team – wersja limitowana
- Tour
- Style - wersja limitowana (na rynek Niemiecki)

### Silniki
Benzynowe:
| Silnik  | Pojemność skokowa [cm³] | Moc maksymalna [KM] ([kW]) przy obr./min | Maks. moment obrotowy [Nm] przy obr./min | Układ i liczba cylindrów | Układ rozrządu/ liczba zaworów | Przyśpieszenie (s) 0–100 km/h | Prędkość maksymalna km/h | Lata produkcji |
| ------- | ----------------------- | ---------------------------------------- | ---------------------------------------- | ------------------------ | ------------------------------ | ----------------------------- | ------------------------ | -------------- |
| 1.2 TSI | 1197                    | 86 (63)/4800                             | 160/1500–3500                            | R4                       | SOHC/8                         | 13,4                          | 175                      | od 2010        |
| 1.2 TSI | 1197                    | 105 (77)/5000                            | 175/1500–4000                            | R4                       | SOHC/8                         | 11,3                          | 188                      | od 2009        |
| 1.4     | 1390                    | 75 (55)/5000                             | 126/3800                                 | R4                       | DOHC/16                        | 16,2                          | 161                      | 2005-2006      |
| 1.4     | 1390                    | 80 (59)/5000                             | 132/3800                                 | R4                       | DOHC/16                        | 14,9                          | 169                      | od 2006        |
| 1.4 TSI | 1390                    | 122 (90)/5000                            | 200/1500–4000                            | R4                       | DOHC/16                        | 10,2                          | 195                      | od 2007        |
| 1.4 TSI | 1390                    | 140 (103)/5600                           | 220/1500–4000                            | R4                       | DOHC/16                        | 9,3                           | 202                      | 2005-2008      |
| 1.4 TSI | 1390                    | 160 (118)/5800                           | 240/1500–4500                            | R4                       | DOHC/16                        | 8,5                           | 214                      | od 2008        |
| 1.4 TSI | 1390                    | 170 (125)/6000                           | 240/1500–4750                            | R4                       | DOHC/16                        | 8,3                           | 216                      | 2005-2008      |
| 1.6     | 1595                    | 102 (75)/5600                            | 148/3800                                 | R4                       | SOHC/8                         | 11,8                          | 180                      | od 2005        |
| 1.6 FSI | 1598                    | 115 (85)/6000                            | 155/4000                                 | R4                       | DOHC/16                        | 11,3                          | 189                      | 2005-2007      |
| 2.0 FSI | 1984                    | 150 (110)/6000                           | 200/3500                                 | R4                       | DOHC/16                        | 9,3                           | 205                      | 2005-2008      |

Wysokoprężne:
| Silnik  | Pojemność skokowa [cm³] | Moc maksymalna [KM] ([kW]) przy obr./min | Maks. moment obrotowy [Nm] przy obr./min | Układ i liczba cylindrów | Układ rozrządu/ liczba zaworów | Przyśpieszenie (s) 0–100 km/h | Prędkość maksymalna km/h | Lata produkcji |
| ------- | ----------------------- | ---------------------------------------- | ---------------------------------------- | ------------------------ | ------------------------------ | ----------------------------- | ------------------------ | -------------- |
| 1.6 TDI | 1598                    | 90 (66)/4200                             | 230/1500–2500                            | R4                       | DOHC/16                        | 11,8                          | 184                      | od 2009        |
| 1.6 TDI | 1598                    | 105 (77)/4400                            | 250/1500–2500                            | R4                       | DOHC/16                        | 12,1                          | 184                      | od 2009        |
| 1.9 TDI | 1896                    | 90 (66)/4000                             | 210/1800–2500                            | R4                       | SOHC/8                         | 13,5                          | 173                      | 2005-2008      |
| 1.9 TDI | 1896                    | 105 (77)/4000                            | 250/1900                                 | R4                       | SOHC/8                         | 11,9                          | 183                      | 2005–2008      |
| 2.0 TDI | 1968                    | 110 (81)/4200                            | 250/1500–2500                            | R4                       | DOHC/16                        | 11,6                          | 189                      | 2008–2009      |
| 2.0 TDI | 1968                    | 140 (103)/4000                           | 320/1750–2500                            | R4                       | DOHC/16                        | 9,7                           | 202                      | 2005–2008      |
| 2.0 TDI | 1968                    | 140 (103)/4000                           | 320/1800–2500                            | R4                       | SOHC/8                         | 9,7                           | 202                      | 2005–2008      |
| 2.0 TDI | 1968                    | 140 (103)/4200                           | 320/1750–2500                            | R4                       | DOHC/16                        | 9,8                           | 204                      | od 2008        |